# Les Valls d'Aguilar
Les Valls d'Aguilar là một đô thị trong tỉnh Lleida, cộng đồng tự trị Cataluña Tây Ban Nha. Đô thị Les Valls d'Aguilar có diện tích là 123,8 ki-lô-mét vuông, dân số năm 2009 304 là người với mật độ người/km². Đô thị Les Valls d'Aguilar có cự ly 2,26 km so với tỉnh lỵ Lleida.